# Albert Claude
Pour les articles homonymes, voir Claude.
 (juin 2013).
Albert Claude, né le 23 août 1898 à Longlier en Belgique et mort le 22 mai 1983 à Ixelles en Belgique, est un biochimiste belge naturalisé américain en 1941. 
Précurseur dans le domaine de la biologie moléculaire, il est le corécipiendaire, en 1974, du prix Nobel de physiologie ou médecine avec Christian de Duve et George Emil Palade, pour leur découverte d’ultra-structures cellulaires.

## Biographie
Albert Claude nait à Longlier le 23 août 1898 de Florentin Joseph Claude et Marie Glaudicine Watriquant. À 5 ans, sa famille part s'installer à Athus où il suivra sa scolarité jusqu'à l'âge d'entrer à l'université. Il obtient son diplôme de médecine à l'Université de Liège en 1928. En 1928-29 il mène des recherches à Berlin, d'abord à l’Institut für Krebsforschung, puis à l'Institut de biologie Kaiser Wilhelm, à Dahlem, dans le laboratoire du professeur Albert Fischer. Lors de l'été 1929, il rejoint l'Institut Rockefeller, où il continuera à mener ses recherches jusqu'en 1950. Ses travaux d'alors révèlent pour la première fois la nature, la composition chimique et la fonction enzymatique du cytoplasme de la cellule normale.
À contrecœur (« It was a mistake » dira-t-il plus tard), il quitte New York en 1950 pour accepter le poste de directeur scientifique de l'Institut Jules Bordet, institut de recherche en cancérologie rattaché à la Faculté de médecine (où il fut nommé professeur, mais n'enseigna jamais) de l’Université libre de Bruxelles (ULB). Il y créa le Laboratoire de Cytologie et de Cancérologie expérimentale, qui contribua grandement à la réputation internationale de cet Institut. Après son accès à l'éméritat à l'ULB en 1971, à l'instigation de son collègue et ami Christian de Duve il rejoint l'Université catholique de Louvain (UCL) qui le nomme professeur et crée pour lui à Louvain-la-Neuve, en 1972, le Laboratoire de Biologie cellulaire et Cancérologie dont il fut le premier directeur. Il y transféra pour seul collaborateur le Dr Emil Mrena, avec lequel il travaillait depuis 1969. Mais son âge et sa santé fragile ne lui permirent plus de se déplacer régulièrement jusqu'à Louvain-la-Neuve. Par manque d'activité au laboratoire (qui sous la direction de Christian de Duve fut transféré sur le campus de Louvain-en-Woluwe, où il devint l'Institut International de Pathologie Moléculaire et Cellulaire – Institute of Cellular Pathology, ICP, plus tard rebaptisé Institut de Duve), le Dr Mrena donna lui-même sa démission en 1977 pour se consacrer à d'autres travaux de recherche. Parallèlement à l'université catholique de Louvain, Albert Claude fut aussi nommé professeur à l'université Rockefeller, institution avec laquelle il n'avait jamais cessé d'être associé depuis sa première visite en 1929.
Déjà récompensés en 1960 d'un Prix quinquennal du FNRS, en 1970 du prix Louisa-Gross-Horwitz de l'université Columbia, et en 1971 du prix Paul-Ehrlich-et-Ludwig-Darmstaedter, ses travaux sont couronnés en 1974 par le prix Nobel de physiologie ou médecine, occasion pour ce lauréat de rédiger une autobiographie très atypique, traçant l'histoire de son village natal depuis l'époque carolingienne et s'arrêtant pour lui-même à son enfance, marquée par l'épisode de la mort tragique de sa mère d'un cancer du sein, même s'il se défend in fine, en bon rationaliste, que celle-ci ait pu avoir quelque influence sur sa vocation scientifique.
Père d'une fille, Philippa, née d'un mariage contracté lors de son long séjour à New York avec Julia Gilder (décédée en 1987), il s'éteignit le 22 mai 1983 dans sa maison d'Ixelles où il vivait, très retiré, avec sa sœur et son frère qui l'aimaient et le choyaient.

## Hommages
- La commune de Neufchâteau lui a consacré une rue en 2005, proche de son lieu de naissance.
- Une rue d'Athus, ville de son enfance, porte également son nom.
- Plusieurs rues Albert-Claude[6]